# Cobitis granoei
Cobitis granoei är en fiskart som beskrevs av Rendahl, 1935. Cobitis granoei ingår i släktet Cobitis och familjen nissögefiskar. Inga underarter finns listade i Catalogue of Life.